# SS I
SS I är en personbil, tillverkad av den brittiska biltillverkaren Swallow Coachbuilding Company mellan 1931 och 1936.
Efter att ha tillverkat specialkarosser till andra bilar, presenterade Swallow Sidecar en bil under eget namn 1931. Motor och chassi köpte man in från Standard. Till att börja med tillhandahöll man en fyrsitsig coupé, senare tillkom en öppen tourer, en sedan och en sportigare Airline coupé. Till 1934 fick bilen lite större motorer. 
Versioner:
| Modell                | Motor             | Cylindervolym | Effekt | Bränsle          |
| --------------------- | ----------------- | ------------- | ------ | ---------------- |
| SS I 16 hp Series 1/2 | 6-cyl radmotor sv | 2054 cm³      | 48 hk  | Enkel förgasare  |
| SS I 20 hp Series 1/2 | 6-cyl radmotor sv | 2552 cm³      | 62 hk  | Enkel förgasare  |
| SS I 16 hp Series 3   | 6-cyl radmotor sv | 2143 cm³      | 53 hk  | Dubbla förgasare |
| SS I 20 hp Series 3   | 6-cyl radmotor sv | 2664 cm³      | 68 hk  | Dubbla förgasare |